# نونو ميغيل لوبيز
نونو ميغيل لوبيز (19 ديسمبر 1986 بلشبونة في البرتغال - ) هو لاعب كرة قدم برتغالي في مركز الدفاع. لعب مع أبولون ليماسول ونادي بوافيشتا ونادي بيرا مار ونادي ريو أفي ونادي ليويس وU.D. Oliveirense ‏ وCD Operário ‏.

## وصلات خارجية
- نونو ميغيل لوبيز على موقع قاعدة بيانات كرة القدم.إي يو (الإنجليزية)
- نونو ميغيل لوبيز على موقع Soccerway.com (الإنجليزية)
- نونو ميغيل لوبيز على موقع AS.com (الإسبانية)